# Gare de Shenzhen-Nord
La gare de Shenzhen-Nord est une gare ferroviaire chinoise situé à Shenzhen. Sa construction a débuté en 2007 et a été réalisé en 2011.